# Sommières
Sommières este o comună în departamentul Gard din sudul Franței. În 2009 avea o populație de 4.496 de locuitori.

## Evoluția populației
| An        | 1975  | 1982  | 1990  | 1999  | 2006  | 2009  |
| --------- | ----- | ----- | ----- | ----- | ----- | ----- |
| Populație | 3.070 | 2.934 | 3.250 | 3.677 | 4.505 | 4.496 |